# Gzip
gzip (сокращение от GNU Zip) — утилита сжатия и восстановления (декомпрессии) файлов, использующая алгоритм Deflate. Применяется в основном в UNIX-системах, в ряде которых является стандартом де-факто для сжатия данных. Была создана Жан-Лу Гайи (фр. Jean Loup Gailly) и Марком Адлером (Mark Adler). Версия 0.1 была выпущена 31 октября 1992 года, а версия 1.0 — в феврале 1993 года.

Схема работы с архивом .tar.gz с несколькими файлами.

В соответствии с традициями UNIX-программирования, gzip выполняет только две функции: сжатие и распаковку одного файла; упаковка нескольких файлов в один архив невозможна. При сжатии к оригинальному расширению файла добавляется суффикс .gz. Для упаковки нескольких файлов обычно их сначала архивируют (объединяют) в один файл утилитой tar, а потом этот файл сжимают с помощью gzip. Таким образом, сжатые архивы обычно имеют двойное расширение .tar.gz, либо сокращённое .tgz.
С другой стороны, указанная особенность даёт gzip возможность работать с непрерывным потоком данных, упаковывая/распаковывая их «на лету». Это широко применяется в UNIX-системах: при помощи перенаправления потоков можно работать с упакованными файлами так же легко, как и с распакованными (распаковывая их в памяти при чтении и упаковывая при записи); многие UNIX-утилиты имеют встроенную поддержку этого механизма.
Кроме того, существует набор утилит для поиска, вывода и сравнения данных в формате gzip: zcat, zdiff, zfgrep, zless, zcmp, zegrep, zgrep, zmore.
gzip активно применяется для сжатия интернет-трафика. Сейчас gzip поддерживают большинство современных браузеров.